# David (maritim)
 For alternative betydninger, se David. (Se også artikler, som begynder med David)
En david (en: a davit) er en konstruktion sædvanligvis i stål til at sænke objekter ud over en kant. Fx en redningsbåd på et skib og en vedligeholdelses-platform på en boreplatform/ bygning.
Konstruktionen kan være en bom, kran eller dobbeltkonstruktion.
A.P. Schat patenterede 1925 – 1927 en række sænke- og glidesystemer, som muliggjorde en betydelig videreudvikling af davider for redningsbåde.
Davider til redningsbåde må kun anvendes til det formål, de er godkendt til. De afprøves regelmæssigt i henhold til krav fra lokale myndigheder.
Specielle davider eller spil anvendes  til et fartøjs anker samt losning og lastning.

## Galleri
- David (til jolle)
- David (til redningsbåd)
- Davider med redningsbåd på nordsøfærge.